# Isolde Frölian

Grabstätte Isolde Frölian in Dresden

Isolde Frölian (* 8. April 1908 in Dresden; † 26. Oktober 1957 ebenda) war eine deutsche Kunstturnerin und Olympiasiegerin.
Bei den Olympischen Spielen 1936 fand nach 1928 zum zweiten Mal ein Olympischer Mannschaftswettbewerb für Turnerinnen statt. Isolde Frölian aus Dresden belegte in der Punktwertung den achten Platz. In der Besetzung Gertrud Meyer, Erna Bürger, Käthe Sohnemann, Isolde Frölian, Anita Bärwirth, Paula Pöhlsen sowie Friedl Iby und Julie Schmitt gewann die deutsche Mannschaft die Goldmedaille mit drei Punkten Vorsprung vor der Mannschaft aus der Tschechoslowakei.
Nach dem Tod von Isolde Frölian erbte die Dresdner Ersatzturnerin von 1936 Marga Barby die Goldmedaille, in deren Besitz die Medaille bis zu ihrem Tod 2004 verblieb.